# 전파녀와 청춘남
《전파녀와 청춘남》(일본어: 電波女と青春男)은 일본의 소설가인 이루마 히토마가 쓰고, 브리키가 삽화를 담당하여 아스키 미디어웍스가 전격문고 브랜드로 발간하였다.
2011년에는 샤프트에서 소설을 원작으로 TV시리즈 애니메이션을 동명의 이름으로 제작하였다. 애니메이션은 TBS에서 2011년 4월 14일~6월 30일까지 금요일 오전 1시 55분~2시 25분 전 12화 완결로 본방송을 방영하였고 다른 방송사를 통해 재방영하고 있다. 13화는 TV에서 방영하지 않았고 블루레이 디스크가 출시된 후 특전 영상으로 공개되었다.
대한민국에서는 소설을 학산문화사가 익스트림 노벨 브랜드로 2011년 2월 10일 주원일이 번역하여 1권을 발행하였고 이후 시리즈를 번역 출간하고 있다. TV시리즈 애니메이션은 2011년 하반기에 ㈜더블유에이지에서 수입하여 2013년 4월 자사의 웹 사이트 마이씨앗을 통해 유료 공개하였다.

## 줄거리
나(니와 마코토)는 부모님의 일 때문에 도시에 혼자사는 고모인 토와 메메의 집에 살게 되었다. 하지만 혼자라고 들었던 고모의 집에 들어갔을때, 다리가 달려있는 이불이 있었다. 그 이불은 자칭 우주인과 메메 씨의 딸, 즉 내 사촌인 토와 에리오였다. 메메 고모는 아버지가 없는 에리오가 친척들에게 험담을 듣지 않도록 숨기고 있었던 것 같다.
우주인이 지켜보고 있다는 소문이 있는 이 동네에서, 내 청춘 포인트 획득 미션(구체적으로는 여자아이와 새콤달콤한 고교 라이프 대작전)은 시작되었다.
"지구는 표적이 되었어."라는 모양이다. 동거 중인 이불 둘둘 전파녀 토와 에리오에게서 인용한 말이다. 내 청춘 포인트가 저하되는 요인이고, 이 미션을 방해하는 근원이기도 하다. 천연 치유계의 상큼한 건강 소녀 류시, 모델도 깜짝 놀랄 정도로 키가 큰 (코스프레) 소녀 마에카와와 청춘 포인트가 급상승할 만한 만남을 했음에도 불구하고, 내 옆에는 어째서인지 이불 둘둘 전파녀가 있는데….
내 청춘은 대체 어떻게 되는 거야?

## 등장인물
니와 마코토(丹羽 真)
성우 - 이리노 미유
부모님의 사정으로, 고모인 '토와 메메'의 집에 맡겨지게 된 고교생. 시골에서 오래 살다 보니, 도시에 대한 동경을 품고 있다. 소중한 학창 시절이니만큼 '청춘 포인트'를 모으는 것을 목표로 청춘을 만끽하려 하지만, 사촌인 전파녀 '토와 에리오'때문에 정작 자신의 청춘은 꼬여만 간다. 그러나 에리오, 메메, 류코와 마에카와에게서 호감을 얻고 있는 듯....
토와 에리오(藤和 エリオ)
성우 - 오오가메 아스카
마코토의 동갑내기 사촌이자, 메메의 외동딸. 아버지는 앨리엇이라고한다. 마코토와 처음 마주쳤을 때 상반신이 이불에 둘둘 말려 있던 소녀. 자신을 외계인이라 자칭하는 전파녀. 햇빛을 잘 받지 못 해서인지 피부가 무척 희고 전체적으로 색이 옅은 편. 표정 변화는 그다지 없는 편이며 어차피 이불 때문에 얼굴이 보이지 않을 때가 더 많다.
처음엔 자신의 잃어버린 6개월간의 기억상실에 대한 이유를 자신이 우주인이고, 그 기간엔 우주에 납치되었다고 믿어 버리게 된다. 그래서 다니던 학교에서 따돌림을 받고 자퇴를 하였고, 스스로 우주인을 증명하려고 했으나 실패하였다. 이후 마코토와 조금씩 대화를 해나가고 아르바이트 및 동네야구를 하면서 다시 조금씩 사회적응을 해나간다.
미후네 류코(御船 流子)
성우 - 카토 에미리
마코토와 전학을 와 처음으로 친해진 클래스메이트. 전체적으로 느긋한 인상을 주며 사교성이 강한 소녀로, 에리오에게서 처음 '류시'라 불리면서 이후로 그 별명으로 통하고 있다.(단, 본인은 별로 마음에 안 들어하는 모양.) 간혹 예상 밖의 행동을 할 때가 있다. 그리고 마코토에게 호감을 갖고 있는 듯...
자전거를 탈 때, 노란색 헬멧을 쓰는 게 특징.
마에카와(前川)
성우 - 후치가미 마이
마코토의 클래스메이트. 이름은 불명. 키가 크고 늘씬한 분위기의 소녀로, 코스프레가 취미. 보기와 달리 몸이 매우 약하다.
토와 메메(藤和 女々)
성우 - 노나카 아이
마코토의 고모이자, 에리오의 모친. 실제 나이는 39세 정도이지만 상당히 젊어 보인다. 언제나 웃고 있으며 언행을 예측하기 힘들다. 뮌가 깊이 고민하는 것처럼 보여도 실제론 아무런 생각을 하고 있지 않을 때가 더 많음. 일단은 전통과자점을 운영하고 있지만 가게에 그다지 열의가 없는 듯 함.
착각 속에 빠진(?), 딸 에리오를 방치하는 모습을 보여 못된 엄마로 보이지만, 실은 그 누구보다도 에리오를 걱정하며, 에리오가 다시 사회에 나가길 바라고 있다고 한다.

## 단행본 목록
| 순번 | 제목                                                                  | 언어     | 발행일           | ISBN                   |
| ---- | --------------------------------------------------------------------- | -------- | ---------------- | ---------------------- |
| 1    | 電波女と青春男 전파녀와 청춘남 1                                      | 일본어판 | 2009년 1월 10일  | ISBN 978-4-04-867468-3 |
| 1    | 電波女と青春男 전파녀와 청춘남 1                                      | 한국어판 | 2011년 2월 10일  | ISBN 978-89-258-4301-8 |
| 2    | 電波女と青春男 2 전파녀와 청춘남 2                                    | 일본어판 | 2009년 5월 10일  | ISBN 978-4-04-867810-0 |
| 2    | 電波女と青春男 2 전파녀와 청춘남 2                                    | 한국어판 | 2011년 3월 7일   | ISBN 978-89-258-4303-2 |
| 3    | 電波女と青春男 3 전파녀와 청춘남 3                                    | 일본어판 | 2009년 11월 10일 | ISBN 978-4-04-868138-4 |
| 3    | 電波女と青春男 3 전파녀와 청춘남 3                                    | 한국어판 | 2011년 5월 7일   | ISBN 978-89-258-4304-9 |
| 4    | 電波女と青春男 4 전파녀와 청춘남 4                                    | 일본어판 | 2010년 3월 10일  | ISBN 978-4-04-868395-1 |
| 4    | 電波女と青春男 4 전파녀와 청춘남 4                                    | 한국어판 | 2011년 6월 7일   | ISBN 978-89-258-5643-8 |
| 5    | 電波女と青春男 5 전파녀와 청춘남 5                                    | 일본어판 | 2010년 6월 10일  | ISBN 978-4-04-868596-2 |
| 5    | 電波女と青春男 5 전파녀와 청춘남 5                                    | 한국어판 | 2011년 7월 7일   | ISBN 978-89-258-5644-5 |
| 6    | 電波女と青春男 6 전파녀와 청춘남 6                                    | 일본어판 | 2010년 9월 10일  | ISBN 978-4-04-868880-2 |
| 6    | 電波女と青春男 6 전파녀와 청춘남 6                                    | 한국어판 | 2011년 8월 7일   | ISBN 978-89-258-6520-1 |
| 7    | 電波女と青春男 7 전파녀와 청춘남 7                                    | 일본어판 | 2010년 12월 10일 | ISBN 978-4-04-870125-9 |
| 7    | 電波女と青春男 7 전파녀와 청춘남 7                                    | 한국어판 | 2011년 9월 7일   | ISBN 978-89-258-6521-8 |
| 8    | 電波女と青春男 8 전파녀와 청춘남 8                                    | 일본어판 | 2011년 4월 8일   | ISBN 978-4-04-870430-4 |
| 8    | 電波女と青春男 8 전파녀와 청춘남 8                                    | 한국어판 | 2012년 10월 10일 | ISBN 978-89-258-6522-5 |
| 9    | 電波女と靑春男 SF(すこしふしぎ)版 전파녀와 청춘남 SF(살짝 판타스틱)판 | 일본어판 | 2011년 4월 8일   | ISBN 978-4-04-870470-0 |
| 9    | 電波女と靑春男 SF(すこしふしぎ)版 전파녀와 청춘남 SF(살짝 판타스틱)판 | 한국어판 | 2012년 11월 7일  | ISBN 978-89-258-9193-4 |

## 애니메이션
TBS / MBS / CBC / BS-TBS 등의 방송사를 통해 2011년 4월부터 방영되고 있다.
대한민국에서는 ㈜루믹스미디어가 수입하였으나 정식 공개는 이루어지지 않고 있다.

### 제작진
- 원작 : 이루마 히토마
- 원작 삽화 : 브리키
- 총감독 : 신보 아키유키
- 시리즈 구성 : 아야나 유니코
- 각본 : 토미오카 카츠히로, 호죠 치나츠
- 캐릭터 디자인 : 니시다 아사코
- 시리즈 디렉터 : 미야모토 유키히로
- 미술감독 : 아즈마 코우지
- 색채 설계 : 히비노 진
- 촬영감독 : 아이즈 타카유키
- 편집 : 마츠바라 리에
- 음향감독 : 카메야마 토시키
- 음향 제작 : 그루브
- 음악 : Franz maxwell I.
- 음악 제작 : 스타차일드 레코드
- 애니메이션 제작 : 샤프트
- 제작 협력 : 킹 레코드, 아스키 미디어 웍스, 샤프트, 무빅
- 제작 : 《전파녀와 청춘남》 제작위원회, TBS

### 주제가
오프닝 테마 〈Os-우주인〉(Os-宇宙人)
작사·작곡 - 노코 / 편곡 - 神聖かまってちゃん
노래 - エリオをかまってちゃん(토와 에리오 - cv.오오가메 아스카)
엔딩 테마 〈루루〉(ルル)
작사·작곡 - 티카α / 편곡 - 콘도 켄지
노래 - 야쿠시마루 에츠코
‘티카α’는 야쿠시마루 에츠코가 작사·작곡에 사용하는 예명이다.

### 방영 목록
애니메이션 상에서 화수의 표기는 한자로 되어있으나, 여기에서는 아라비아 숫자로 표기한다.
| 화수 | 부제 (원제/풀이) | 각본          | 그림 콘티         | 연출              | 작화 감독                                                                         |
| ---- | --- | ------------- | ----------------- | ----------------- | --------------------------------------------------------------------------------- |
| 1장  | 宇宙人の都会 (우주인의 도시) | 아야나 유니코 | 이타무라 토모유키 | 이타무라 토모유키 | 스기야마 노부히로 타카노 아키히사                                                 |
| 2장  | 失踪する思春期のレヴェリー (실종된 사춘기의 몽상)                                                                                       | 아야나 유니코 | 오마타 신이치     | 오마타 신이치     | 오제키 미야비                                                                     |
| 3장  | 地を這う少女の不思議な刹那 (땅을 기는 소녀의 신비한 찰나)                                                                               | 아야나 유니코 | 스기야마 노부히로 | 카와바타 타카시   | 무라야마 코스케 마츠모토 모토키                                                   |
| 4장  | 右腕骨折全治一箇月 (오른팔 골절 전치 1개월)                                                                                             | 아야나 유니코 | 히라카와 테츠오   | 미캉 요시토       | 타니구치 시게노리 시미즈 카츠히로 사토 아츠시                                     |
| 5장  | サンクスギビングの憂鬱 (땡스기빙의 우울)                                                                                                | 아야나 유니코 | 사사키 신사쿠     | 무카이 마사히로   | 타카노 아키히사 시오즈키 카즈야                                                   |
| 6장  | リュウ『コ』さんの、なんちゅーか、もやーつと (류『코』양의, 뭐랄까, 울적한)                                                             | 아야나 유니코 | 사야마 키요코     | 마지마 타카히로   | 무라야마 코우스케 마츠모토 모토키                                                 |
| 7장  | 誰かさんの思い出になる日 (누군가의 추억이 될 날)                                                                                        | 아야나 유니코 | 히라카와 테츠오   | 아츠세 유우키     | 코세키 마사시 오자와 마도카                                                       |
| 8장  | ツィオルコブスキーの祈り (치올콥스키의 기도)                                                                                            | 아야나 유니코 | 아시모토 아키라   | 시모다 히사토     | 야나세 타케유키 시미즈 카츠히로 사토 아츠시 스즈키 신이치                         |
| 9장  | 地域限定宇宙人事件 (지역한정 우주인 사건)                                                                                               | 아야나 유니코 | 이타무라 토모유키 | 이타무라 토모유키 | 타카노 아키히사 시오즈키 카즈야 타니가와 료스케                                   |
| 10장 | 軒下少女 (처마 밑 소녀) | 아야나 유니코 | 히라카와 테츠오   | 카와바타 쿄       | 사토 마코토 하야미 코우이치 미나미 신이치로 사토 아츠시                           |
| 11장 | 今年の夏はバスケと超能力と布団と天体観測と祭りと野球と女メたんと (올해 여름은 농구와 초능력과 이불과 천체관측과 축제와 야구와 메메땅과) | 아야나 유니코 | 소에타 카즈히로   | 오마타 신이치     | 타바타 아키라 핫토리 노리토모 야무키 히로시 타카하시 켄 이토 이오코               |
| 12장 | 秒速 0.00000000198センチメートル (초속 0.00000000198 cm)                                                                                | 아야나 유니코 | 사사키 신사쿠     | 미야코토 유키히로 | 무라야마 코우스케 타카노 아키히사 시오즈키 카즈야 타니가와 료스케 마츠모토 모토키 |
| 13장 | 真夜中の太陽 (한밤중의 태양) | 아야나 유니코 | 사사키 신사쿠     | 무카이 마사히로   | 스기야마 노부히로 무라야마 코우스케 타카노 아키히사                               |

## 인터넷 라디오
《전파 메일과 청춘 라디오》(電波メールと青春ラジオ)라는 제목으로 애니메이트 TV를 통해 전달되고 있다. 2주 간격을 갖고 있으나, 요일은 비정기적이다.
진행자
- 오오가메 아스카 (토와 에리오 역)

게스트
- 제1회(4월 7일) - 후치가미 마이 (마에카와 역)
- 제2회(4월 21일) - 카토 에미리 (미후네 류코 역)